# Pedro Costa Sanjurjo
Pedro Costa Sanjurjo és un advocat i enginyer tècnic espanyol, diputat al Congrés dels Diputats en la Tercera Legislatura.

## Biografia
Llicenciat en enginyeria industrial mecànica en 1964. Fou candidat al Senat d'Espanya per Alianza Popular a les eleccions generals espanyoles de 1982, però no fou escollit. A les eleccions generals espanyoles de 1986 fou elegit diputat per Barcelona. Ha estat vocal, entre d'altres, de la Comissió d'Economia, Comerç i Hisenda, de la Comissió d'Indústria, Obres Publiques i Serveis i de la Comissió de Política Social i d'Ocupació del Congrés dels Diputats. Quan es va produir l'escissió del Partit Demòcrata Popular es va unir al seu grup parlamentari. Tanmateix en fou expulsat el gener de 1988 per falta d'assistència als treballs parlamentaris, i aleshores fou incorporat al Grup Mixt fins al final de la legislatura.
Des del 1989 no ha participat més en política. En 1999 es va llicenciar en dret per la Universitat de Barcelona-UNED i ha obtingut un màster en administració d'empreses en ESADE. Actualment participa en el campus virtual del Col·legi d'Advocats de Barcelona com a especialista en dret penal i és professor del departament d'organització d'empreses de la Universitat Politècnica de Catalunya.